# Stemmeoptælling
Stemmeoptælling er den procedure efter et politisk valg, hvor det afgøres, hvilke partier og personer, der har opnået valg. Begrebet ses sjældnere anvendt i forbindelse med registrering af stemmer ved konkurrencer, f.eks. sms-stemmerne i X Factor-konkurrencen.

## Politiske valg
Politiske valg opgøres normalt ved en 1. optælling umiddelbart efter valghandlingen.  Herefter foretages en kontrol, betegnet fintælling, som skal sikre, at stemmerne er korrekt registrerede. En valgbestyrelse eller anden udpeget myndighed afgør, om valget er endeligt. 
Danske folketingsvalg afholdes og optælles efter reglerne i lov om valg til Folketinget. 